# 蒸発散

蒸発散（じょうはっさん, evapotranspiration）とは、蒸発(evaporation)と蒸散(transpiration)を合わせたもの。地球上の水循環の中の1つ。
植物表面からの蒸散は植物学・生物学的な意味合いが大きい一方、蒸発は水文学的な意味が大きい。ただ、蒸発だけでは水文学上の水収支を正確に表すことができないため、両者を足した蒸発散が、地表面から大気へ放出される水として定義されている。計算上、蒸発量と蒸散量を区別して算出するよりもまとめて算出した方が良い場合もあるため、蒸発散量を用いることも多い。

## 蒸発散量
ETで表されることが多い。単位はmm/日あるいはmm/d。日本の水田では平均6 - 8mm/日という資料がある。
蒸発散量ETは、次のような水文学的収支の式を基に、ET以外の変数に数値を当てはめて算出できる。   
{\displaystyle ET=-F+B_{I}+P-S-R-I_{A}-B_{O}}
F は浸透量。体積（容量）または長さで指定できる。
{\displaystyle B_{I}} は、対象とする土壌の塊に、他の土壌から流入する量。
{\displaystyle B_{O}} は、対象とする土壌の塊から、他の土壌に流入する量。
P は降水量。
S は保水量。
{\displaystyle I_{A}} は水溜りなど、土壌に染み込む前に除外される水の量。
R は土壌表面の流水などの表面流出。

## 蒸発散位
蒸発散位（じょうはっさんい, potential evapotranspiration）とは、その地域において想定される気候条件下で、常に地表や植物表面が湿潤な場合における最大の蒸発散量のこと。乾燥地においては、蒸発散位が降水量を大きく上回る一方、雨期の湿潤地域では降水量が蒸発散量を大きく上回る。
また、水蒸気圧が平衡にあるときの蒸発散量を平衡蒸発散量(equilibrium evapotranspiration)という。これは、大気中の水蒸気が飽和している時か、地面が完全に乾燥しているときに適用される。